# رينالدو أوكامبو
رينالدو أوكامبو (بالإسبانية: Reinaldo Ocampo)‏ هو لاعب كرة قدم ومدرب كرة قدم باراغواياني في مركز الوسط، ولد في 6 يناير 1987 في أسونسيون في باراغواي. شارك مع منتخب باراغواي لكرة القدم. أما مع النوادي، فقد لعب مع سبورتيفو لوكوينو ونادي خنرال دياز ونادي ليبرتاد.

## وصلات خارجية
- رينالدو أوكامبو على موقع قاعدة بيانات كرة القدم.إي يو (الإنجليزية)
- رينالدو أوكامبو على موقع ناشيونال فوتبول تيمز (الإنجليزية)